# 劉士忠
劉士忠（1547年—1614年），字純卿，號華石，陝西西安府華州人，民籍，明朝政治人物、進士出身。

## 生平
隆慶元年（1567年）丁卯科陝西鄉試第五十九名，萬曆二年（1574年）登甲戌科會試第二百八十四名，第三甲第一百七十二名進士。初授真定府推官，万历八年擢江西道监察御史，巡按山西，十年以病乞归。后起复巡按河南，十五年丁父忧归，起复浙江道御史，掌河南道，二十年巡按直隶，二十二年九月升顺天府府丞，以病乞休归。三十八年三月起升为都察院右佥都御史、敕遣总理河道，开复三山河，四十一年以南大理寺卿致仕予告归，四十二年七月卒，享年六十八。士忠虽时被人言，而乘骢饶有风裁，其总河时，曾以擒获海洋倭寇受赏金绮。

## 家族
曾祖父劉福；祖父劉璉，曾任衛經歷；父劉道立，曾任教諭。母李氏；繼母王氏。严侍下。
四子：胤岐、胤華、胤恒、胤豸。